# Wireless Transaction Protocol
Wireless Transaction Protocol (WTP) je standard definující vrstvu rodiny protokolů WAP, jehož účelem je umožnit mobilním telefonům přístup k Internetu. WTP poskytuje podobné funkce jako protokol TCP, ale s omezeným množstvím informací potřebných pro jednotlivé transakce (nezahrnuje například podporu pro přeskupování paketů došlých mimo pořadí). WTP běží nad WDP (UDP) a provádí obdobné úkoly jako TCP, ale způsobem optimalizovaným pro bezdrátová zařízení,, což ulehčuje zpracování a snižuje paměťovou náročnost oproti TCP.
WTP podporuje 3 typy transakcí:
1. Nespolehlivý jednosměrný požadavek
2. Spolehlivý jednosměrný požadavek
3. Spolehlivý dvousměrný požadavek